# Valkyrie Fossae
Le Valkyrie Fossae sono una struttura geologica della superficie di Venere.